# Paul Bégin
Pour les articles homonymes, voir Begin.
Paul Bégin, né le 15 mai 1943 à Dolbeau, est un homme politique québécois. Il était le député péquiste de Louis-Hébert de 1994 à 2002.

## Biographie
Natif de Dolbeau (maintenant devenu Dolbeau-Mistassini, à la suite de la fusion des deux villes), il étudie au collège des Jésuites et à l'Université Laval, où il obtient sa licence en droit en 1968. Il entre dans le barreau du Québec l'année suivante.
Il pratique le droit jusqu'en 1994 lorsqu'il est élu député du Parti québécois dans Louis-Hébert. D'abord ministre de la justice sous Jacques Parizeau, il est nommé ministre de l'environnement en 1997 par Lucien Bouchard. Il redeviendra ministre de la justice en 2001-2002.
Bégin avait adhéré au Rassemblement pour l'indépendance nationale en 1961 à l'âge de dix-huit ans seulement. Pur et dur, il rejette la souveraineté-association, le beau risque et la démarche étapiste.
Lorsque Bernard Landry propose de faire la souveraineté du Québec en mille jours en 2002, Bégin n'y croit plus et démissionne du parti en octobre de la même année. Il siègera comme indépendant jusqu'aux élections suivantes où il ne se représentera pas.
Ayant lancé un appel contre le port du kirpan, il est récompensé du prix Condorcet en 2005.
- Le fonds d’archives de Paul Bégin est conservé au centre d’archives de Québec de  Bibliothèque et Archives nationales du Québec[1].